# Río Ahobamba
Der Río Ahobamba ist ein 22 km langer linker Nebenfluss des Río Urubamba in den Anden in der Region Cusco in Südzentral-Peru. Ab Flusskilometer 15,5 bildet er die Grenze zwischen den Distrikten Santa Teresa in der Provinz La Convención im Westen und Machupicchu in der Provinz Urubamba im Osten.

## Flusslauf
Der Río Ahobamba entspringt an der Nordostflanke des 6264 m hohen Salcantay, der höchsten Erhebung der Cordillera Vilcabamba. Er wird auf einer Höhe von 4400 m von einem Gletscher gespeist. Der Río Ahobamba umfließt die Nordflanke des Salcantay in nordwestlicher Richtung und nimmt dabei den Río Rayancancha von links auf, welcher die Nordwestflanke des Salcantay entwässert. Anschließend wendet sich der Río Ahobamba nach Norden und mündet schließlich unterhalb des Wasserkraftwerks Machupicchu in den nach Westen strömenden Río Urubamba. Die Mündung liegt auf einer Höhe von etwa 1765 m.

## Einzugsgebiet
Das Einzugsgebiet des Río Ahobamba umfasst eine Fläche von 130 km². Es reicht von der Nordflanke des Salcantay bis zum Río Urubamba. Der östliche Teil des Einzugsgebietes liegt in der Provinz Urubamba und bildet einen Teil des Schutzgebietes Santuario Histórico de Machupicchu. Der westliche Teil des Einzugsgebietes liegt in der Provinz La Convención und bildet einen Teil des regionalen Schutzgebietes Choquequirao. Im Osten grenzt das Einzugsgebiet des Río Ahobamba an das der Quebrada Pacaymayo und des Río Cusichaca, im Süden an das des Río Berbejo, eines Zuflusses des Río Apurímac, sowie im Westen an das des Río Santa Teresa.